# Даниелян, Грант Арамович
Грант Арамович Даниелян (арм. Հրանտ Դանիելյան) (13 декабря 1926, Улу Гарабей — 18 июня 2003, Ереван) ― советский и армянский врач-рентгенолог, доктор медицинских наук (1975), профессор (1977).

## Биография
Грант Даниелян родился  13 декабря 1926  года в селе Мец Шен, Нагорно-Карабахская автономная область, Азербайджанская ССР, ЗСФСР, СССР.
В 1945  году поступил на лечебно-профилактический факультет Ереванского государственного медицинского института имени Мхитара Гераци, которое окончил в 1951 году. С 1955 по 1956 год работал  заместителем заведующего рентгенорадиологическим отделением Кироваканской городской больницы № 1.
С 1957 года начал работать в отделении рентгеновской радиологии Ереванского государственного медицинского института, тогда же начал заниматься научными исследованиями в области рентгенографии. С 1957 по 1994 год заведовал этим же отделением. Грант Арамович Даниелян  был членом Медицинского диагностического совета Армянской ассоциации.
В 1975 году успешно защитил докторскую диссертацию и ему была присвоена учёная степень доктора медицинских наук. В 1977 году был избран профессором.
Предложил способ рентгеноскопии для обследования пищевода. Его методы рентгеноскопии подтвердили, что данный способ в сочетании с традиционным рентгеном ― это эффективный способ в обнаружении различных заболеваний пищевода. Рентгеноскопия позволяет более детально изучить пищевод։ желудочно-кишечную функцию.
Грант Арамович Даниелян написал более 135 публикаций по диагностике, рентгенографии и рентгеноскопии.
Награжден медалью за выдающиеся достижения в области здравоохранения.
Умер 18 июня 2003 года в Ереване.